# バングル

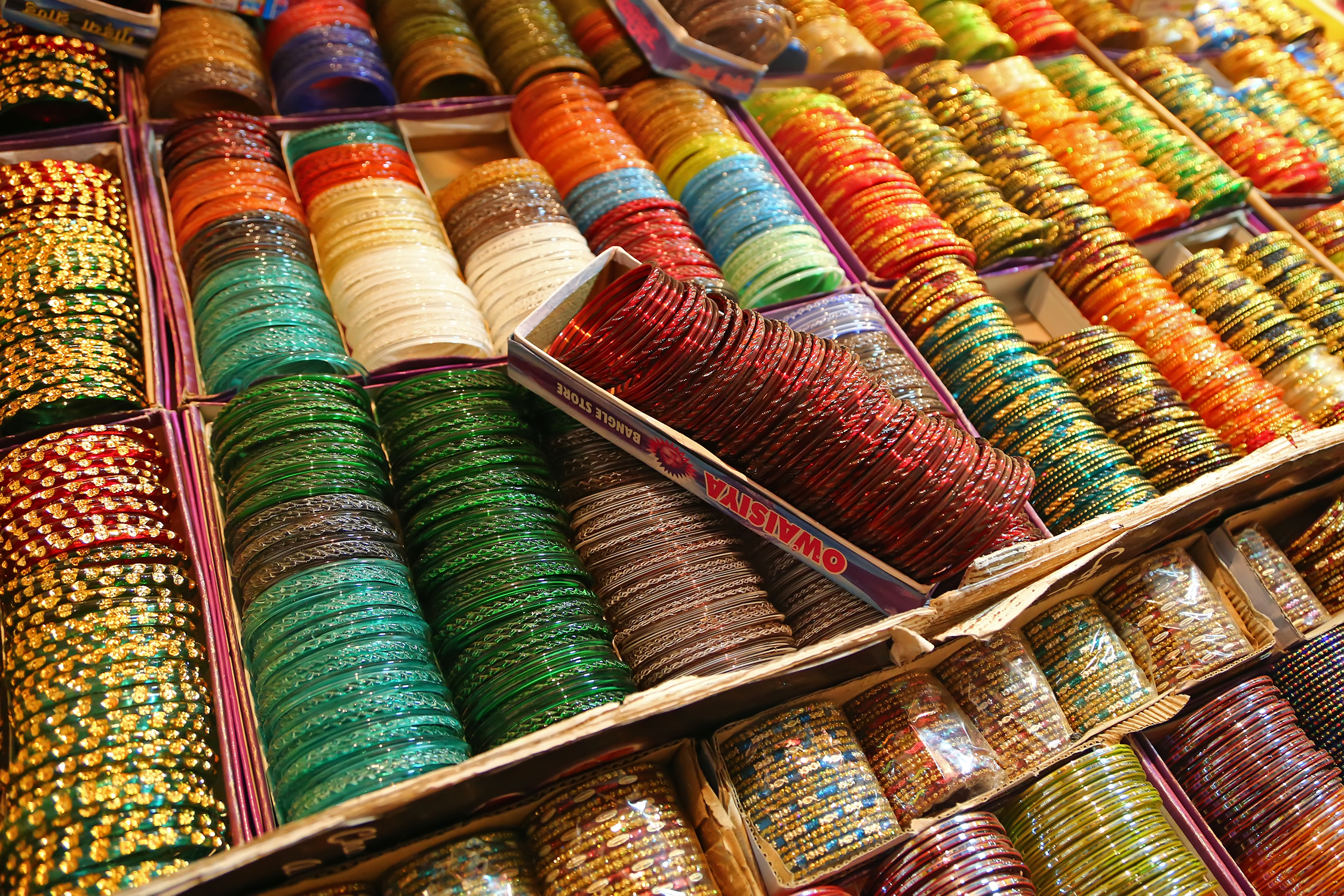
インドで販売されているバングル。

バングルは、一体型のブレスレット。インド、ネパール、パキスタン、バングラデシュなどの南アジアの女性が主に着用する、伝統的な装飾品である。
通常は金属製、木製、ガラス製、プラスチック製である。結婚式で、新嫁はガラス製を着用するのが一般的とされ、伝統によれば最後のバングルが壊れたときに新婚旅行を終了した方が良いとされている。
ヒンドゥー教では、既婚女性は腕に何も身に着けないのは止めるべきと考えられており、バングルは非常に伝統的な意味を持つ。若い女性も着用でき、幼児は金または銀製のバングルが好ましいと考えられている。

## 男性用バングル

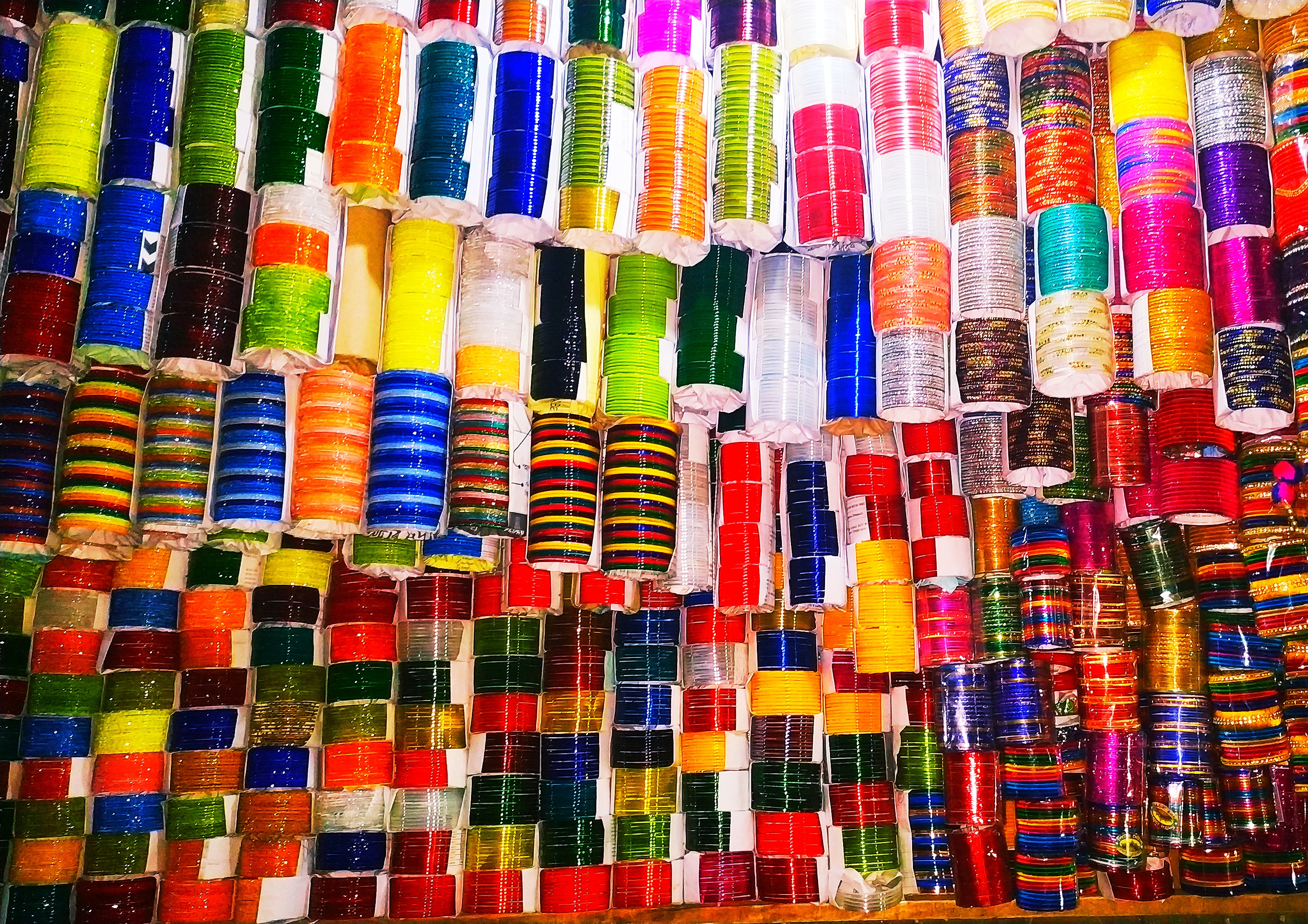

カダもしくはカラーと呼ばれる。シク教徒の教義には、洗礼（カルサ）を受けた者は必ず5Kと呼ばれる「ケーシュー（長い髪）、カンガーくし、カッチャー（短パン）、カラー (シク教)、キルパーンと呼ばれる剣」を帯びることとされている。また、シク教の結婚式では花嫁の父親が新郎新婦に金の指輪やカラー（スチールや鉄のバングル）、そしてmohra（ネックレス）を送ることとなっている。

## 歴史
貝殻、銅、青銅、金、瑪瑙、玉髄などから作られたバングルは、インド全土の複数の考古遺跡から発掘されている。紀元前2600年のモヘンジョダロの遺跡からは、左腕にバングルを着けた踊り子の小像が見つかっている。